# Ikon (groupe australien)
Pour les articles homonymes, voir Ikon.
Ikon, stylisé IKON, est un groupe australien de rock gothique, originaire de Melbourne.

## Histoire
Le groupe est formé en 1991 des cendres d'un autre groupe de rock gothique, Death in the Dark, par le chanteur/guitariste et membre de l'Église de Satan Chris McCarter, du bassiste Dino Molinaro et de l'ancien chanteur Michael Carrodus. En 1996, Ikon signe un contrat de distribution avec le label américain Metropolis Records et leur musique attire une assistance beaucoup plus importante en dehors de l'Australie. Ceci les mènent par la suite à effectuer des tournées en Europe au sein de plusieurs festivals de musique gothique, dont les Wave Gotik Treffen, M'era Luna et Waves of Darkness.
Les membres Chris McCarter (chant, guitare) et Dino Molinaro (basse) font un mélange saisissant de musique gothique/dark wave, suivant dans les traces de Joy Division et de New Order avec une touche de Death in June. L'arrivée au sein du groupe d'un ami de longue date, Anthony Cornish (guitariste lors des tournées), fait d'Ikon la plus meilleure exportation du rock gothique d'Australie. Jusqu'ici, Ikon a joué intensément en Australie aussi bien qu'en Allemagne, en Belgique, au Royaume-Uni, en Italie, en Suisse, en Hollande et au Danemark à côté de groupes tels que The Sisters of Mercy, H.I.M., London After Midnight, Soft Cell, Death In June, The Cruxshadows et The Mission. Ikon fait partie des membres de Crash Frequency Collective, collectif de groupes industriels/gothiques d'Australie qui partagent un but commun d'aider à favoriser leur musique dans le monde entier.
En 2010, Ikon voit le retour d'Ennis et Burns. Pour célébrer leur vingt ans d'existence, le groupe tourne en Europe en 2011, passant par le Wave-Gotik-Treffen. Le groupe réédite ses premiers albums In the Shadow of the Angel et Flowers for the Gathering en coffret quatre CD (3 CD + DVD), avec un LP de leur premier album en version vinyle coloré. Echozone sort aussi un double CD de chaque album.

## Membres

### Membres actuels
- Chris McCarter - chant, guitare
- Dino Molinaro - basse
- David Burns
- Clifford Ennis

### Anciens membres
- Michael Carrodus - chant
- Clifford Ennis - guitare, chant
- Anthony Cornish - guitare
- Maurice Molella

## Discographie

### Albums studio
- 1994 : In the Shadow of the Angel (Metropolis Records)
- 1996 : Flowers for the Gathering (Metropolis Records, Nile Records)
- 1998 : This Quiet Earth (Apollyon Records)
- 2001 : On The Edge of Forever (Metropolis Records, Apollyon Records)
- 2001 : Destroying the World to Save it avec Louisa John-Krol (Equinoxe Records)
- 2008 : This Quiet Earth + Crimes of Passion Sessions (édition limitée à 100 exemplaires)
- 2009 : Love, Hate and Sorrow + Sessions De-mixed (édition limitée à 500 exemplaires) (Nile Records, Apollyon Records)
- 2009 : On the Edge of Forever + Live at the Esplanade, Melbourne, 2000 (édition limitée à 100 exemplaires) (Apollyon Records)
- 2014 : Everyone Everything Everywhere Ends

### Albums live
- 1993 : Out of Balance, out of Tune (Live in Melbourne)
- 1994 : Black Radio (Live at Esplanade Hôtel, Melbourne)
- 1994 : Thank You Very Much, Good Night (Live in Melbourne) (édition Limitée à 500 exemplaires)
- 2000 : The Trial of Destiny
- 2001 : A Tale from the Darkside (Live in Berlin)
- 2002 : The Tyranny of Distance (Live, Promotion)
- 2003 : Black Friday (Live at the Blackout Club, Rome, Italy)
- 2008 : Boulevard of Broken Dreams Volume 2: Live in Marseille (édition limitée à 100 exemplaires)

### Compilations
- 1995 : A Moment in Time (Apollyon Records)
- 1996 : Secrets Within - A Compilation Retrospective (Area 51)
- 1997 : The Final Experience (Apollyon Records, Nile Records)
- 1999 : Dawn of the Ikonoclast (édition limitée à 3 000 exemplaires) (Apollyon Records, Nile Records)
- 2003 : From Angels To Ashes 1997-2003 (2003) - Nile Records (Australie) - NIL010
- 2007 : The Burden Of History (The Singles 1992 - 2007) (2007) - Equinoxe Records (Europe) - EQ023
- 2007 : As Time Goes By (The Original Ikon) (2007) - Equinoxe Records (Europe) - EQ022
- 2010 : Echoes of an Angel (Édition limitée à 300 copies) (2010)

### Singles et splits
- 1992 : Why (7" single - édition limitée à 300 exemplaires) - Nile Records (Australie) - NIL001
- 1992 : The Echoes of Silence (7" single - édition limitée à 300 exemplaires) - Nile Records (Australie) - NIL002
- 1995 : Condemnation (7" single) - Apollyon Records (Europe) - Apo EP 95015 - Nile Records (Australie) - NIL004
- 2001 : The Twilight Zone (Live in Belgium) - Rare Records (Pologne)
- 2001 : Afterlife (split maxi avec les Redresser - édition limitée à 300 exemplaires) (2001) - Nile Records (Australie) - NIL008
- 2001 : Blue Snow Red Rain (10" - édition limitée à 500 exemplaires) (2001) - Apollyon Records (Europe) - Apo EP 2105)

### EP
- 1994 : The Echoes of Silence
- 1998 : Ghost in My Head
- 2004 : Psychic Vampire
- 2007 : League of Nations
- 2008 : Amongst the Runes
- 2010 : Torn Apart 2CD
- 2010 : Driftwood